# Иматран Валтионхотелли

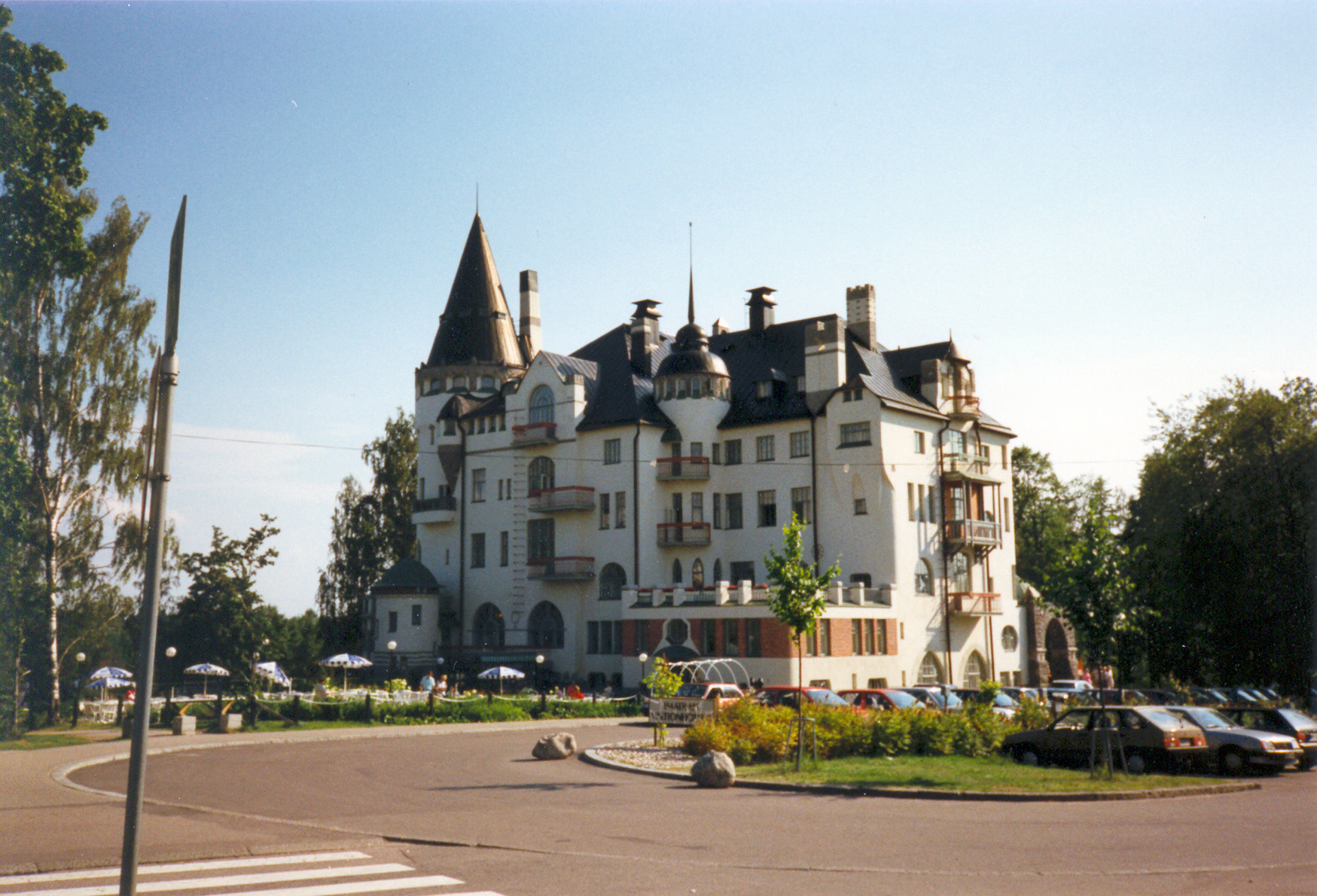
«Валтионхотелли» (1989)

Иматран валтионхотелли (фин. Imatran Valtionhotelli, букв. «государственная гостиница Иматры») — гостиница высокого класса в архитектурном стиле югенд в финском городе Иматра, принадлежащая сегодня гостиничной сети «Рантасипи». Расположена неподалёку от водопада Иматранкоски.

## История

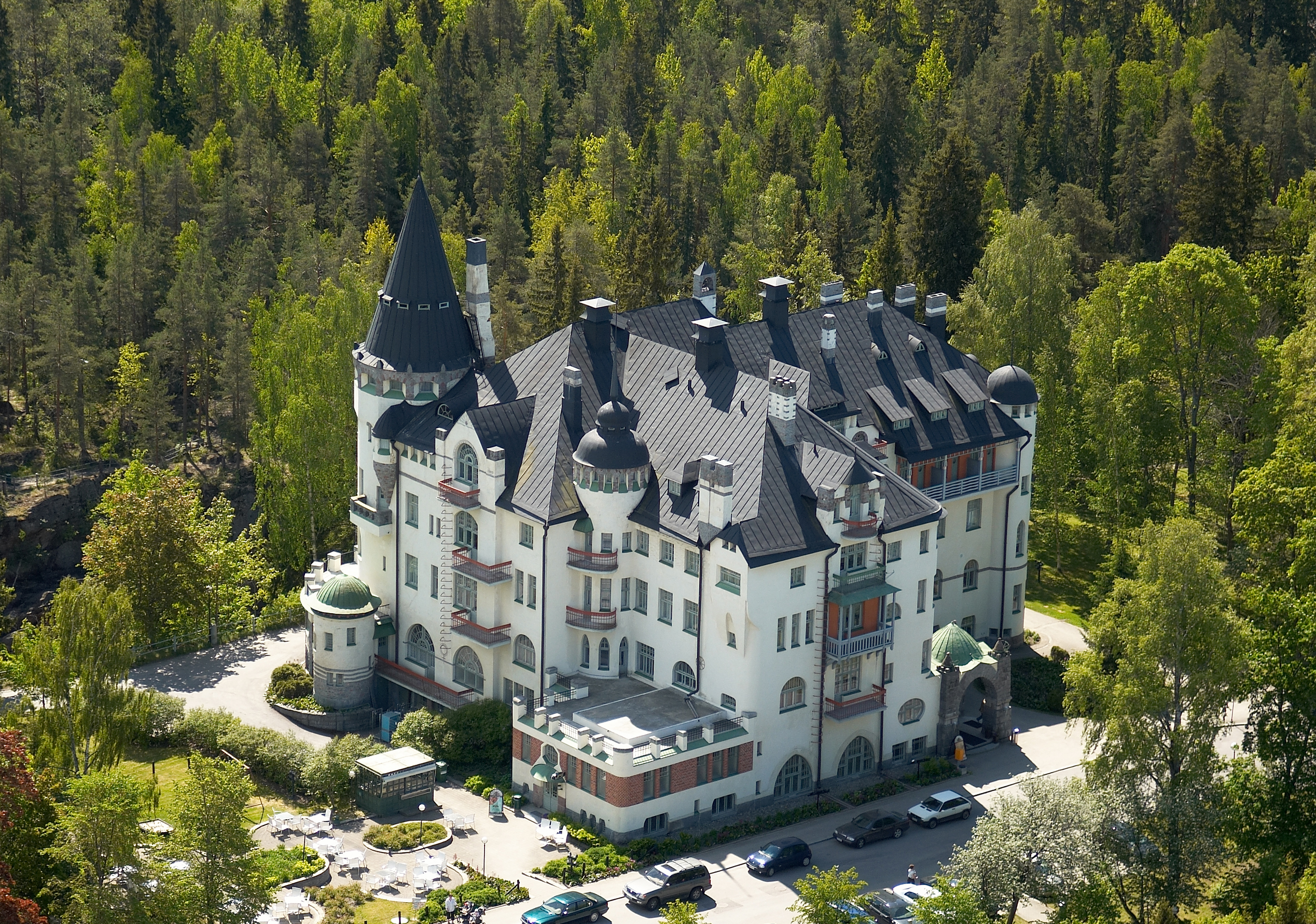
Вид с воздуха на «Валтионхотелли»

Гостиница была построена в 1903 году по проекту архитектора Уско Нюстрёма на месте двух небольших деревянных отелей для богатых постояльцев из Санкт-Петербурга, уничтоженных пожаром в 1900 году. Изначально гостиница носила название Grand Hôtel Cascade. До и во время гражданской войны в гостинице располагался военный госпиталь. В годы Второй мировой войны, в том числе и во время Советско-финской войны (1941—1944), в гостинице находился штаб «армии (карельского) перешейка» (фин. Kannaksen armeija) и ставка главнокомандующего. В послевоенные годы здание отеля подверглось капитальному ремонту, выполненному под руководством Аарне Эрви, а в 1985-1987 годах зданию в ходе тщательной реставрации был возвращен оригинальный цвет. В 1983 по проекту Илмо Вальякка (фин. Ilmo Valjakka) в гостинице был открыт конгресс-зал. 